# 何廷仁
何廷仁（1483年—1551年），初名何秦，字廷仁，以字行，后来改字为性之，明朝江西承宣布政使司赣州府雩都县人。
何廷仁性情温和宽厚，与人交往时，诚意满满。同乡黄弘纲则让人觉得难以亲近，从不曾对人假以辞色、假意逢迎。但两人的志向和品行却不相上下。何廷仁仰慕陈献章，后来通过黄弘纲了解到王守仁的学说。王守仁征讨桶冈时，何廷仁到军门拜见，于是拜王守仁为师。嘉靖元年（1522年），何廷仁在乡试中中举，之后又到浙东跟随王守仁学习。何廷仁立论崇尚平实，王守仁去世后，有人提出过于高深玄虚的论调，他总会说：“这不是我老师的言论。” 何廷仁被任命为新会知县后，先到陈献章的祠堂行释菜之礼，释菜是古代入学时祭祀先师的礼仪，而后才开始处理政务。他为政崇尚简便易行，士人百姓都很爱戴他。后来升任南京工部主事，分管仪真，在芜湖征收赋税时，不私藏一文钱。考核期满后，就辞官退休了。著有《善山集》等。关于王守仁的门人，当时的人有这样的说法：“江西有何廷仁、黄弘纲，浙东有钱德洪、王畿。”